# Cornélio Nepos
Cornélio Nepos ou Nepote (em latim Cornelius Nepos; Gália, ca. 100 a.C. — Roma?, ca. 25 a.C.) foi um biógrafo e historiador romano.

## Biografia
Pouco se conhece da biografia de Cornélio Nepos: ignora-se seu prenome (nome próprio), assim como as datas exatas de seu nascimento e morte. Quanto a seu berço, sabe-se que era originário da Gália Cisalpina. Algumas fontes citam a cidade de Hostília, não distante de Verona. Plínio, o Velho diz que ele morreu durante o reinado de Augusto. Foi amigo de Catulo (que lhe dedicou seu livro de poemas), de Cícero e de Tito Pompónio Ático.
Livre de preocupações econômicas (pertencia a uma família da ordem equestre), renunciou à carreira política e se entregou a sua inclinação pela literatura.
Alguns de seus críticos consideram-no um historiador medíocre, de estilo pobre e pretensioso, que abusava das antíteses.
Suas obras mais conhecidas são as biografias de Catão e de Cícero (De illustribus Viris).